# M-134
M-134 ist ein 81 km langer Highway auf der Obere Halbinsel (Upper Peninsula (UP)) des US-Bundesstaates Michigan. Sie verbindet die Interstate 75 (I-75) nördlich von St. Ignace mit den Ortschaften Cedarville und De Tour Village am Huronsee. Östlich von De Tour Village überquert der Highway die De Tour Passage auf einer Fähre und führt schließlich zu seinem Endpunkt südlich von Drummond auf Drummond Island. Es handelt sich dabei um einen von nur drei Highways des Bundesstaates Michigan auf einer Insel. M-134 ist außerdem eine der beiden Highways in Michigan, in deren Verlauf die Benutzung einer Fähre vorgesehen ist. Ein Großteil der auf dem Festland verlaufenden Streckenabschnitte ist Bestandteil der Lake Huron Circle Tour.
Ein anderer Highway hatte die Bezeichnung M-134 zwischen dem Ende der 1920er und dem Ende der 1930er Jahre; er verlief auf der Unteren Halbinsel (Lower Peninsula). Die Trasse der heutigen M-134 war damals Bestandteil der ursprünglichen M-4, doch 1939 wurde die Nummerierung geändert und die heutige Kennzeichnung als M-134 eingeführt. Seitdem wurde der östliche Terminus dreimal verschoben, zunächst in den 1950er Jahren, als M-134 südlich von Goetzville endete und einige Jahre später nach De Tour Village und schließlich 1989 bis zu ihrem heutigen Endpunkt. Der westliche Abschnitt wurde in den 1960er Jahren näher an das Seeufer gelegt.

## Streckenbeschreibung
M-134 beginnt an der Kreuzung mit dem Exit 359 an der I-75 nördlich von St. Ignace im ländlichen Mackinac County in der Nähe der St. Martin Bay des Huronsees. Er überquert den Pine River als Huron Shore Drive und wendet sich nach Südosten, wobei er der Uferlinie entlang der Bucht folgt, bis er an der Basis der beiden Halbinseln, die gemeinsam die Search Bay bilden, sich vom Ufer abwendet. An der Mismer Bay erreicht er wieder das Seeufer. Von da führt er durch bewaldetes Gebiet nach Hessel. Der Huron Shore Drive verläuft weiter ostwärts nach Cedarville, wo der Highway nördlich von Marquette Island den südlichen Endpunkt des Highways M-129 berührt. Weiter östlich verläuft M-134 entlang der Nordseite vieler schmaler Buchten und Kanäle, welche die Les Cheneaux Islands vom Festland trennen. Etwa zehn Kilometer westlich von Cedarville erreicht M-134 für zunächst etwa 2500 m das Chippewa County, bevor der Highway nochmals durch einen Streifen des Mackinac County verläuft. Etwa nach weiteren acht Kilometern gelangt die Strecke jedoch endgültig ins Chippewa County.
In der Nähe von Albany Harbor führt M-134 als Scenic Road zur Kreuzung mit der M-48. Die Hauptstrecke der Lake Michigan Circle Tour turns folgt nun der M-48 nordwärts, während eine lokale Variante auf der M-134 weiter nach Osten am Ufer des Huron verläuft. Der Highway passiert den De Tour State Park und St. Vital Point, bevor er eine nordöstliche Richtung nach De Tour Village einschlägt. In der Ortsmitte biegt M-134 zunächst nach Norden auf die Ontario Street ein und folgt dann der Elizabeth Street nach Osten zum Fähranleger; die Streckenvariante der Lake Michigan Circle Tour führt auf Countystraßen nordwärts aus der Stadt heraus. Die Highwaytrasse verwendet die Fähre, die von einem regionalen Unternehmen des öffentlichen Personennahverkehrs betrieben wird, um die De Tour Passage zu überqueren. Auf Drummond Island führt M-134 als Channel Road nordwärts am Ufer entlang, bevor sich der Highway nach Osten wendet. Der Highway durchschneidet die Insel hin zur Sturgeon Bay am nördlichen Ufer der Insel. Östlich dieser Bucht verlässt der Highway das Seeufer und strebt den Four Corners zu, südlich der uninkorporierten Ortschaft Drummond. M-134 endet schließlich an dieser Kreuzung südlich des Drummond Island Airports, wo sich Channel, Townline, Johnswood und Shore Road von Westen, Norden, Osten und Süden kommend zusammenlaufen. M-134 ist einer der drei bundesstaatlichen Highways in Michigan, die auf einer Insel verlaufen; die beiden anderen sind M-154 auf Harsens Island und M-185 auf Mackinac Island.
Kein Abschnitt der M-134 ist Bestandteil des National Highway Systems, einem Netz von Straßen, die für die Wirtschaft, Verteidigung und Mobilität des Landes notwendig sind. 2009 führte das Michigan Department of Transportation (MDOT) eine Verkehrszählung im Verlauf des Highways durch, um das Verkehrsvolumen auf der Strecke zu ermitteln. Bei dieser Zählung ergab sich, dass im Jahresdurchschnitt täglich westlich der Kreuzung mit M-129 am stärksten war. Dort wurden so 3595 Fahrzeuge am Tag festgestellt. Am geringsten war der Verkehr zwischen der Kreuzung mit M-48 und De Tour village, wo die Strecke 659 Fahrzeuge täglich befuhren. Auf der Insel wurde die Straße von 667 Fahrzeugen pro Tag genutzt. Die Fähre wird jährlich von mehr als 100.000 Fahrzeugen und fast doppelt so vielen Einzelpersonen in beiden Richtungen genutzt.

## Fähre

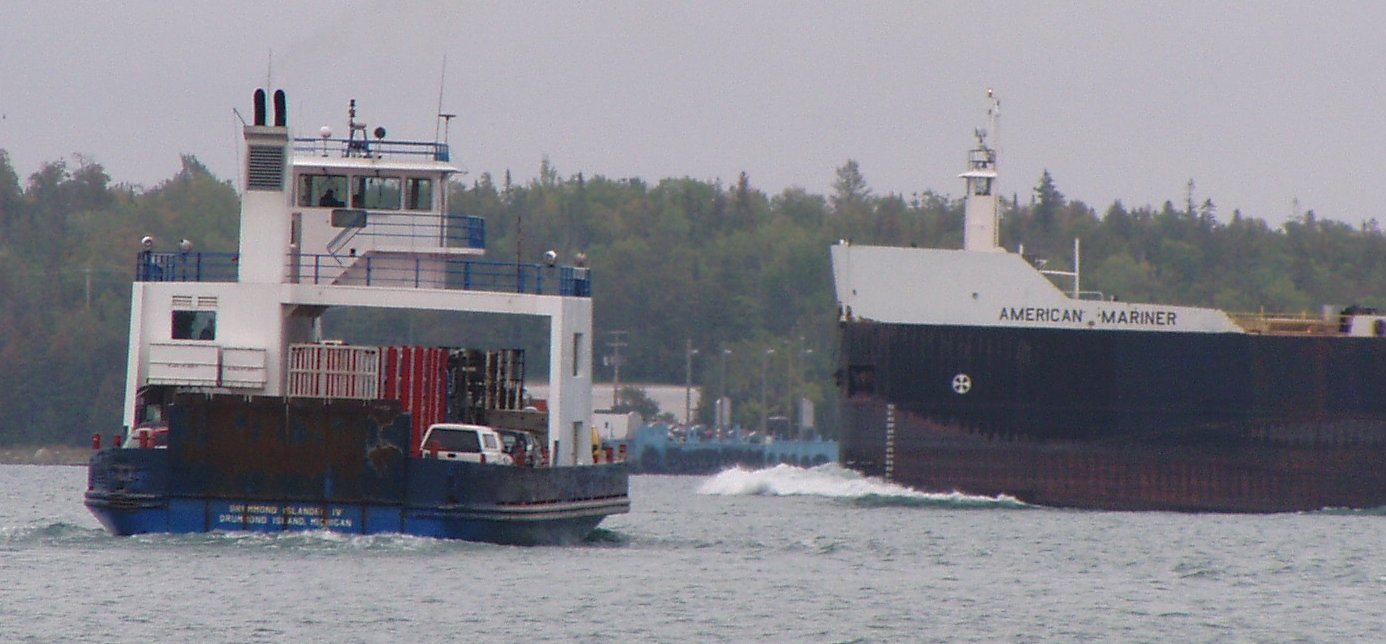
Die SS Drummond Islander IV überquert die De Tour Passage und begegnet der SS American Mariner

Die Eastern Upper Transportation Authority (EUPTA) betreibt neben zwei anderen Fährverbindungen und dem regionalen Busverkehr in Luce County und Chippewa County den Fährverkehr zwischen der Upper Peninsula und Drummond Island Ferry. Der Betrieb zwischen De Tour Village und Drummond Island wird mit bis zu drei Fähren betrieben, SS Drummond Islander, SS Drummond Islander III und SS Drummond Islander IV.
Der Preis für die Überfahrt ist von der Größe des Fahrzeuges abhängig, der Fahrer ist dabei inbegriffen. 2011 kostete die Überfahrt mindestens 12 US-Dollar für ein Auto, Erwachsene bezahlen zwei US-Dollar, Senioren und Studenten die Hälfte. Die Fähren fahren in Drummond Island immer zehn Minuten nach der vollen Stunde ab und in De Tour Village 20 Minuten vor der vollen Stunde. Sie verkehren den größten Teil des Tages, teilweise jedoch nur in der Sommersaison. M-134 ist einer von zwei Highways in Michigan, zu deren Streckenverlauf ein Fährabschnitt gehört; der andere Highway ist U.S. Highway 10 (US 10), die den Michigansee von Manitowoc, Wisconsin nach Ludington überquert.

## Geschichte
Entweder Ende 1928 oder Anfang 1929 wurde die erste Landstraße mit der Bezeichnung M-134 festgelegt. Dabei handelte es sich um eine Strecke im Missaukee County, die von der M-66, etwa fünf Kilometer nördlich von McBain in Richtung Osten nach Falmouth im Norden der Lower Peninsula führte. 1938 übergab das Michigan State Highway Department (MSHD) die Straße zurück an die lokale Verwaltung.
Als der Rest des Highwaynetzes in Michigan 1919 das erste Mal ausgewiesen wurde, war der erste Highway unter Verwaltung des Bundesstaates in dem Gebiet, in dem heute M-134 verläuft, ein Abschnitt der M-12. Dieser Streckenabschnitt wurde 1926 für US 2 verwendet. Eine Neutrassierung der US 2 wurde 1933 zwischen Rogers Park und Sault Ste. Marie vorgenommen. Dieser neue Streckenverlauf folgte dem Mackinac Trail, statt ostwärts nach Cedarville und von dort nach Sault Ste. Marie zu führen. Der frühere Streckenverlauf erhielt die Bezeichnung M-121, und wurde später zur M-4.
Die heutige Bezeichnung M-134 erschien auf der Upper Peninsula erstmals 1939, schon kurz nach der Entfernung dieser Straßenbezeichnung von der Landstraße im Missaukee County. M-134 ersetzte die bis dahin geltende Bezeichnung M-4. Zu jenem Zeitpunkt erhielt die M-134 zwischen US 2 und einem Punkt nördlich von Hessel eine Lage weiter landeinwärts. Der Highway endete an der Mackinac–Chippewa-Countygrenze; damalige Karten zeigten jedoch die Verlängerung nach Osten als im Bau befindlich. Dieser Streckenabschnitt wurde im zweiten Halbjahr 1940 fertiggestellt, sodass M-134 an der M-48, etwa 15 km westlich von De Tour Village endete. 1950 wurde ein neues Straßenstück dem Highwaysystem Michigans hinzugefügt, der den früheren Verlauf der M-48 westlich von De Tour Village umging. Aus diesem Grund erweiterte das MSHD die M-134 zu diesem neuen Highway und verkürzte die M-48 zur Kreuzung südlich von Goetzville.
1958 wurde der Highway westlich von Hessel näher an das Ufer des Huronsee verlegt; der frühere Verlauf wurde an die lokalen Behörden übergeben. Im Oktober 1963 wurde auf der Upper Peninsula der letzte Abschnitt der Autobahn I-75/US 2 freigegeben; Der westliche Terminus der M-134 wurde geringfügig nach Osten verlegt, an die Auffahrt zu der neuen Autobahn, statt an der Kreuzung mit der früheren US 2 entlang des Mackinac Trails. 1989 erweiterte das MDOT den Highway um den Abschnitt auf Drummond Island; zu diesem Zeitpunkt wurde auch die Fährverbindung Bestandteil der Trasse.

## Hauptkreuzungen
| County                                   | Lage                | Meile            | Richtung(en)                            | Anmerkung                    |
| ---------------------------------------- | ------------------- | ---------------- | --------------------------------------- | ---------------------------- |
| Mackinac                                 | St. Ignace Township | 0,000            | I-75 – St. Ignace, Sault Ste. Marie     | Exit 359 an der I-75         |
| Mackinac                                 | Cedarville          | 17,007           | M-129 nord – Pickford, Sault Ste. Marie | südlicher Terminus der M-129 |
| Chippewa                                 | keine Kreuzungen    | keine Kreuzungen | keine Kreuzungen                        | keine Kreuzungen             |
| Mackinac                                 | keine Kreuzungen    | keine Kreuzungen | keine Kreuzungen                        | keine Kreuzungen             |
| Chippewa                                 | DeTour Township     | 31,139           | M-48 west – Pickford                    | östlicher Terminus der M-48  |
| Chippewa                                 | DeTour Passage      | 41,338– 42,324   | Drummond Island Ferry                   | Drummond Island Ferry        |
| Chippewa                                 | Drummond Township   | 50.233           | Four Corners                            |                              |
| 1,000 mi = 1,609 km; 1,000 km = 0,621 mi |                     |                  |                                         |                              |